# Gouvets

Gouvets este o comună în departamentul Manche, Franța. În 1 ianuarie 2022 avea o populație de 291 de locuitori.